# Cosmopolis (település)
Cosmopolis az Amerikai Egyesült Államok északnyugati részén, Washington állam Grays Harbor megyéjében elhelyezkedő város. A 2010. évi népszámlálási adatok alapján 1649 lakosa van.

## Éghajlat
A város éghajlata mediterrán (a Köppen-skála szerint Csb).
| Hónap                         | Jan.  | Feb.  | Már. | Ápr.  | Máj. | Jún. | Júl. | Aug. | Szep. | Okt. | Nov.  | Dec.  | Év    |
| ----------------------------- | ----- | ----- | ---- | ----- | ---- | ---- | ---- | ---- | ----- | ---- | ----- | ----- | ----- |
| Rekord max. hőmérséklet (°C)  | 18,9  | 22,8  | 27,8 | 31,1  | 35,6 | 38,9 | 40,6 | 40,6 | 37,8  | 30,0 | 22,8  | 16,7  | 40,6  |
| Átlagos max. hőmérséklet (°C) | 8,9   | 10,6  | 12,2 | 13,9  | 16,1 | 18,3 | 20,0 | 20,6 | 20,6  | 16,1 | 11,1  | 7,8   | 14,7  |
| Átlagos min. hőmérséklet (°C) | 2,8   | 2,8   | 3,9  | 5,0   | 7,8  | 10,6 | 12,2 | 12,2 | 10,6  | 7,2  | 4,4   | 2,2   | 6,8   |
| Rekord min. hőmérséklet (°C)  | −14,4 | −13,3 | −7,8 | −10,6 | −5,6 | 0,0  | 1,1  | 2,2  | −1,1  | −7,2 | −11,7 | −14,4 | −14,4 |
| Átl. csapadékmennyiség (mm)   | 345   | 243   | 227  | 157   | 96   | 66   | 31   | 38   | 64    | 195  | 363   | 327   | 2152  |
| Forrás: The Weather Channel   |       |       |      |       |      |      |      |      |       |      |       |       |       |

## Népesség
A 2010-es népszámláláskor a városnak 1649 lakója, 677 háztartása és 463 családja volt. A népsűrűség 458,1 fő/km2. A lakóegységek száma 714, sűrűségük 198,3 db/km2. A lakosok 88,5%-a fehér, 0,1%-a afroamerikai, 1,6%-a indián, 3%-a ázsiai, 0,3%-a a Csendes-óceáni szigetekről származik, 3,6%-a egyéb, 2,9%-a pedig kettő vagy több etnikumú. A spanyol vagy latino származásúak aránya 6,1% (   )
A háztartások 31,9%-ában élt 18 évnél fiatalabb. 52,4% házas, 9,7% egyedülálló nő, 6,2% egyedülálló férfi, 31,6% pedig nem család. 24,8% egyedül élt; 10,2%-uk 65 éves vagy idősebb. Egy háztartásban átlagosan 2,44 személy élt; a családok átlagmérete 2,87 fő.
A medián életkor 41,5 év volt. A város lakóinak 22,6%-a 18 évesnél fiatalabb, 7,5% 18 és 24 év közötti, 24,9%-uk 25 és 44 év közötti, 28,9%-uk 45 és 64 év közötti, 16,3%-uk pedig 65 éves vagy idősebb. A lakosok 48,9%-a férfi, 51,1%-a pedig nő.

## Gazdaság
2006-ban a Weyerhauser cellulózüzemének bezárásával 245 munkahely szűnt meg. A gyárat 2010-ben megvásárolta a Gores Group, és Cosmo Specialty Fibers néven indította újra; termékeiket az aberdeeni kikötőből Ázsiába exportálják.

## Nevezetes személyek
- Dan Spiegle, képregényrajzoló[10]
- Elton Bennett, szitanyomással foglalkozó grafikus[11]

## Fordítás
- Ez a szócikk részben vagy egészben  a   Cosmopolis, Washington című angol Wikipédia-szócikk ezen változatának fordításán alapul.  Az eredeti cikk szerkesztőit annak laptörténete sorolja fel. Ez a jelzés csupán a megfogalmazás eredetét és a szerzői jogokat jelzi, nem szolgál a cikkben szereplő információk forrásmegjelöléseként.